# Estació d'Illa

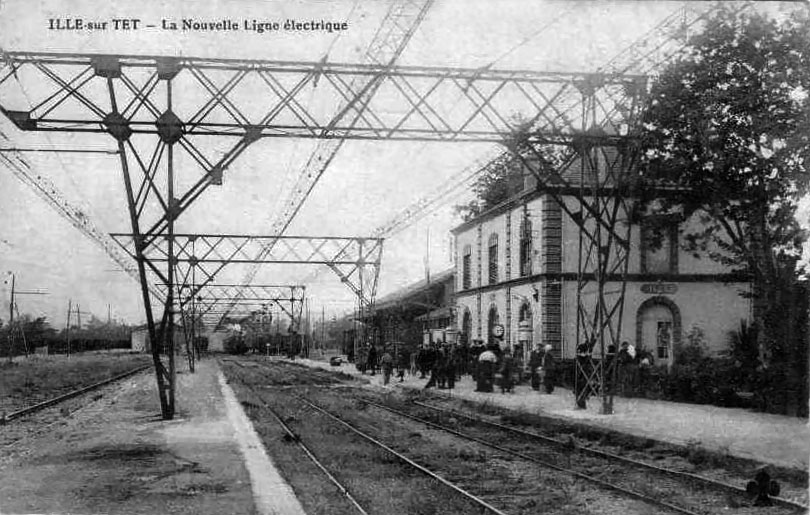
Imatge antiga de l'Estació d'Illa

L'Estació d'Illa (en francès i oficialment Gare d'Ille-sur-Têt) és una estació de ferrocarril de la línia Perpinyà - Vilafranca de Conflent - La Tor de Querol, situada a la comuna del mateix nom, a la comarca del Rosselló, a la Catalunya del Nord.
Està situada al sud-est de la vila vella d'Illa, a prop de la carretera D - 615.
Va ser inaugurada el 14 de desembre del 1868 per l'antiga Companyia de ferrocarril de Perpinyà a Prada. En una línia d'una sola via, és l'única estació entre Perpinyà i Vilafranca de Conflent que té via doble i permet encreuar dos trens.
| Procedència/Destinació       | <      | Línia | >           | Procedència/Destinació |
| ---------------------------- | ------ | ----- | ----------- | ---------------------- |
| : Transport express régional |        |       |             |                        |
| Perpinyà                     | Nefiac |       | Bulaternera | Vilafranca de Conflent |